# Секс, Мао, ЛСД
„Секс, Мао, ЛСД” је југословенски кратки документарни филм из 1971. године. Режирао га је Јован Аћин који је написао и сценарио.